# Claude Deschamps de Villiers
Claude Deschamps de Villiers (* 1600; † 23. Mai 1681) war ein französischer Theaterschauspieler und Dramatiker.

## Leben
Claude Deschamps, genannt de Villiers, war bis 1637 Schauspieler am Théâtre du Marais, dann am Theater des  Hôtel de Bourgogne. Als Autor ist er vor allem für sein Drama Le Festin de pierre von 1659 bekannt, das Molière zu seinem Don Juan von 1660 inspirierte. Daneben werden ihm drei Farcen zugeschrieben: L'apoticaire dévalisé (1660), Les Ramonneurs (1662) und Les trois visages (1665).

## Moderne Ausgaben
- Le Festin de Pierre, ou le Fils criminel. Hrsg. Wilhelm Knörich (1848–1910). G. Henninger, Heilbronn 1881.
- Le festin de pierre avant Molière. Dorimon. De Villiers. Scénario des Italiens. Hrsg. G. Gendarme de Bévotte. Société nouvelle de librairie et d’édition, Paris 1907. Slatkine, Genf 1978.  Hrsg. Roger Guichemerre. Nizet, Paris 1988.
- Le festin de Pierre. In: Enea Balmas (Hrsg.): Il mito di Don Giovanni nel seicento francese. Bd. 1. Cisalpino-Goliardica, Mailand 1977.
- L’apoticaire dévalisé. In: Henry Carrington Lancaster (Hrsg.): Five French farces 1655–1694. A critical edition. The Johns Hopkins press, Baltimore (Maryland) 1937.